# Riding a rail
Riding the rail (en español, montar la barandilla) era un castigo muy común en Estados Unidos durante los siglos XVIII y XIX. En este castigo, se obligaba al infractor a subirse a horcajadas sobre una barandilla sujetada a hombros por dos o más porteadores. El sujeto era exhibido por la ciudad o llevado hasta los límites de la misma y abandonado a la orilla del camino.
Ser montado en una barandilla era una forma de castigo extrajudicial administrado por una turba, a veces en conexión con el alquitrán y el emplumado, con la intención de mostrar el descontento de la comunidad con el infractor para que este ajustara su comportamiento a las demandas de la turba o abandonara la comunidad.
En la obra de Richard Miller Devens Our First Century: Being a Popular Descriptive Portraiture of the One Hundred Great and Memorable Events of Perpetual Interest in the History of Our Country (1882) aparece la ilustración con la leyenda "Famous Whiskey Insurrection in Pennsylvania" en que se ve un recaudador de impuestos alquitranado y emplumado obligado a montar la barandilla.
Como se explica en el capítulo XIV que narra los acontecimientos ocurridos durante dicha rebelión (1791-1794):

"Se celebraron reuniones públicas en todas las ciudades principales, en las que se denunció en voz alta la idea del Congreso como una opresión que debía combatirse hasta el último extremo; declarando, además, que cualquier persona que hubiera aceptado un cargo en el gobierno para hacer cumplir la ley sería considerada enemiga de su país, tratada con desprecio y total aislamiento, tanto oficial como personal. Se ridiculizó al gobierno federal, se desautorizó su autoridad coercitiva; así, con el lema "¿Libertad y sin impuestos?", la rebelión continuó. Fue en esta etapa del proceso, y tan solo un día antes de la inminente reunión de descontento en Pittsburg, que el recaudador de impuestos de los condados de Allegany y Washington hizo su aparición. Enterados de sus asuntos, un grupo de hombres armados y disfrazados lo atacó en Pigeon Creek, en el condado de Washington, lo apresaron, lo embrearon y emplumaron, le cortaron el pelo y lo despojaron de su caballo, obligándolo a huir a pie en esa ridícula y dolorosa condición. Al intentar notificar a los autores de este atropello, el ayudante del alguacil también fue apresado, azotado, embreado y emplumado; y, tras quitarle el dinero y el caballo, los rufianes le vendaron los ojos y lo condujeron a lo profundo del bosque, donde lo ataron y lo abandonaron a su suerte. Afortunadamente, fue descubierto a tiempo y rescatado por unos amigos. No mucho después, una persona llamada Roseberry sufrió el humillante castigo de ser alquitranada y emplumada, con algunas agravantes concomitantes, por haber arriesgado en una conversación el comentario muy natural y justo, pero desagradable, de que los habitantes de un condado no podían razonablemente esperar protección de un gobierno cuyas leyes se oponían tan enérgicamente".

## Literatura y cine
En el libro de Mark Twain, Las aventuras de Huckleberry Finn (1884), dos estafadores ambulantes conocidos como "El Rey" y "El Duque", tras engañar a la gente con la representación de una función titulada La realeza sin par (The Royal Nonesuch) son expulsados del pueblo "a horcajadas sobre una barandilla" tras ser embreados y emplumados:

"...y cuando entramos en el pueblo y lo atravesamos por el centro (eran casi las ocho y media entonces), vino una avalancha furiosa de gente, con antorchas, y un espantoso griterío y gritos, y golpeando cacerolas y tocando cuernos; y saltamos a un lado para dejarlos pasar; y al pasar, vi que tenían al Rey y al Duque a horcajadas sobre una barandilla; es decir, supe que eran el Rey y el Duque, aunque estaban cubiertos de alquitrán y plumas, y no parecían seres de este mundo; solo parecían un par de monstruosas plumas de soldado.

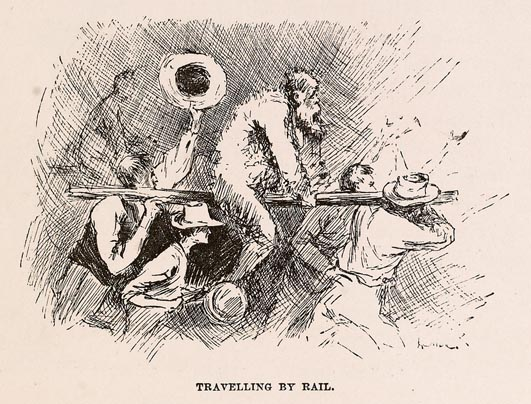
Ilustración de E. W. Kemble para Las aventuras de Huckleberry Finn (1884)

En la película O Brother, Where Art Thou? (2000), Homer Stokes denuncia a los Soggy Bottom Boys como hostiles al orden social y los acusa de relacionarse con afroamericanos. Stokes revela entonces que es miembro del Ku Klux Klan, lo que enfurece a la multitud, y varios hombres lo sacan del edificio montado en una barandilla.